# Авлос
Авло̀с (на гръцки: αὐλός – „тръба“) е античен езиков дървен духов музикален инструмент, според една от версиите въведен в Древна Гърция от Олимпос през 7 век пр.н.е. Под различни имена той е основен духов инструмент при най-древните народи от Близкия изток и в Европа през Ранното средновековие.

## Конструкция
Състои се от една или две отворени тръби с цилиндрична или леко конична форма, изработени от тръстика, дърво или кост, а по-късно от метал, с отвори за пръстите. Основното тяло е наречено bombyx по името на вид пеперуда. Тръбите имат разнообразна дължина, но обикновено тя е около 50 см. Смята се, че по-дългите инструменти произвеждат по-дълбок звук. Понякога тръбите не са цели, а са направени от две съединени части от различен материал – тръстика, дърво, лавър, кост (обикновено скъп вид), рог, слонова кост, бронз, метал.
Има двойно тръстиково езиче за звукоизвличането, подобно на обоя и шалюмото. Броят на дупките в началото е 4 (по-рядко 3 или 5) и постепенно се увеличава до 15, като някои от тях могат да бъдат закривани с подвижни пръстени. Диапазонът на инструмента е най-често d – d3. Изпълнителят обикновено свири на един двоен или на два авлоса, като във всяка ръка държи по една от тръбичките. На единия се възпроизвежда мелодията, а на другия – съпровода. Ако са с различна дължина мелодията се изпълнява на по-дългия, а съпроводът – на късия. Двата авлоса се наричат „близнаци“, „паралелни“ или „сдвоени“ авлоси.
Класическият древногръцки авлос е с 5 дупки. Вторият отвор е отдолу и се затваря с палеца. Понякога има и шеста дупка, която не участва при свирене, а само периодично се запушва, за да се промени акустичната дължина на инструмента. Мундщукът се състои от glotta, kalami и две, понякога дори три издути и закръглени секции – olmos и ypholmios.
Древногръцкото училище „Theban“ за подготовка да музиканти, свирещи на авлос, има решаващо значение в развитието на изкуството на този инструмент през 5 век пр.н.е. Един от нейните представители, Диодорос, твърди, че броят на дупките по онова време се е увеличил до 24. Дотогава е бил необходим повече от един авлос за различните хармонии, но Прономос, ръководител на училището, за първи път успява да изсвири всички хармонии на една двойка от инструмента. Големият брой на отворите изисква въвеждането и използването на метални бутони за затваряне на някои от тях, в зависимост от нуждите. 

## Произход
Двойни авлоси са изобразени върху паметници от Месопотамия и Древен Египет още от трето хилядолетие пр.н.е. Също толкова древни са и някои описания на двойни авлоси от Цикладски и Минойски паметници. Информация от Микенската култура не е оцеляла. В древногръцката литература се среща с ограничено позоваване в „Илиада“, а в изкуството се появява малко по-късно – върху геометричните съдове от 7 век пр.н.е. Тези доказателства, в съчетание с източници, които предполагат Фригия като място на произхода на инструмента, водят до извода, че някаква форма на авлос е привнесена в Древна Гърция от Мала Азия. Може би това е станало заедно с навлизането на култа към Дионис и Кибела, с които той е тясно свързан. Друго предположение сочи за родина на авлоса Сирия, откъдето може би е донесен някъде около 8 – 7 век пр.н.е. След 4 век пр.н.е. в Гърция започват да се внасят двойните авлоси. Типът дълги „monaulos“ са с египетски произход и са ползвани само за сватбени песни.

## Развитие
Авлосът е един от най-важните музикални инструменти в Древна Гърция, с постоянно присъствие в историята не само на древногръцката, но също така и на римската музика. Това е най-често изобразяваният инструмент в древногръцкото изкуство. Той придружава, самостоятелно или с други струнни инструменти или вокални изпълнения, различните социални събития. Първите авлоси са единични и на тях се свири с две ръце. По-късно се появяват двойните, като дължината им зависи от предназначението. Тези видове се различават по дължина и разположението на дупките си, но не и в конструкцията си. Късите до 10 cm инструменти са с финикийски произход и служат за обучение начинаещи или при поклонение на Адонис и Кибела.
През Елинистическата епоха авлосът става изискан инструмент с ядро от слонова кост, обхванат от деликатен бронзов или сребърен плъзгач, чрез който тръбите могат да се завъртат така, че изпълнителят да контролира значителен брой пръстови отвори. Докато при по-ранните инструменти се изпълняват прости мелодии в рамките на един ограничен диапазон, новият професионален авлос дава възможност за постигане както на изключително ниски тонове, така и на такива във високите регистри. През Класическия период двата авлоса обикновено са с еднаква дължина, но по-късно се практикува изпълнение с различни по дължина инструменти.
Изпълнителите най-често носят вид каишка, изработена от кожа или плат, която покрива устата и бузите и е вързана на тила, а понякога и с по-малка ивица над главата. Нарича се phorveia, epistomida или peristomion. Пред устата има един или два отвора, откъдето преминава мундщукът. Носенето на тази каишка е наложено не само от естетически съображения за да се прикрие деформацията на лицето при силното издуване на бузите, но главно за промяна на силата на звука. Предполага се, че чрез притискане на бузите налягането на въздуха в рамките на устната кухина се увеличава, което от своя страна увеличава и силата на звука. Поради тази причина употребата му се счита за важна в случаите, когато музикантът трябва да изпълнява високи или продължителни тонове. Това се случва често при някои конкурси за виртуозност на изпълненията, или по-рядко при музиканти жени, които обикновено свирят на открито по време на дионисиевите празници.

## Употреба
Инструментът е считан за далечен предшественик на съвременния обой. В древността е разпространен в Предна Азия и Древна Гърция. Отличава се с остър звук и навлиза в античната трагедия най-често при сцени с жертвоприношения. Често се ползва при погребални и сватбени церемонии или в музиката, характерна за култа към Дионис. Въведен е и във военната музика, особено в Спарта, където задава ритъма на маршировката. Изпълнителите на този инструмент са наричани авлети. В Древна Гърция широко са били разпространени дуетите от два авлоса или авлос и китара. В Древен Рим и страните от Средиземноморския басейн, авлосът е наричан „тибия“ (tibia). Наред с обикновения вид, широко разпространение са имали двойните авлоси с тръби с еднаква или различна дължина. Технологията на изработването на пластинките за авлоса подробно са описани от Теофраст.

## Видове в Древна Гърция
Историческите източници споменават различни видове авлоси, които се различават главно по височината на тоновете, които могат да постигнат. От друга страна Аристоксен разделя инструментите на пет групи, като разстоянието между първия и последния вид е три октави:
- parthenios – за момичета – постига най-високи тонове и придружава женските хорови изпълнения
- paidikos – за момчета – акомпанира момчешките хорове
- kitharistirios – за възрастни – на него свирят пътуващите музиканти
- teleios – за възрастни. Употребява се като акомпанимент при мъжки хорове.
- hyperteleios – постига най-ниски тонове и също се използва при мъжките хорове.

Друга класификация на авлос се прави в зависимост от техния произход – лидийски, либийски, фригийски и т.н. Според материала, от който са изработени се делят на тръстикови, дървени, от слонова кост, рогови и други. Разделят се по видове и според дължината на цевите. В зависимост от предназначението също се разделят на няколко вида: 
- paroinioi – има остър звук и на него се свири на пиршества
- spondaikoi – акомпанира химни
- choirikoi и вероятно tragikoi – акомпанира дитирамби и други хорови изпълнения
- vomvykes – на него се свири по време на Дионисиите
- pythians – при музикални конкурси
- theatrical – озвучава театрални представления

## Авлос в легендите
Най-древните митологични източници приписват изобретяването на авлоса и изкуството на свиренето на Хиагнис от Фригия или на фригийската тройка Хиагнис, Марсий и Олимпус. Според по-късно предание, което може би има за цел да докаже гръцкия произход на инструмента, авлосът е изобретен от богинята Атина след обезглавяването на Медуза, за да композира на него мелодия за нейното убийство и да пресъздаде ужасяващите звуци и вопли на нейната смърт. Богинята обаче, ужасена от гледката на лицето си, деформирано от усилията при свирене, захвърля авлоса с отвращение. По-късно той е намерен и взет от сатира Марсий. Според друга легенда Марсий сам посочва на богинята неподходящия ѝ вид и я насърчава да се откаже от инструмента. Тя обаче не го прави, докато не вижда отражението си със силно издути бузи във водите на една река.
Според друга легенда Марсий бил толкова добър свирач на авлос, че не се поколебал да предизвика Аполон и да се изправи пред предизвикателството да го надсвири. Уговорката между тях е, че победителят може да направи каквото пожелае с победения. Аполон, в една от версиите евентуално с измама, а според друга честно, е обявен за победител и наказва Марсий за обидата като го одира жив.